# Перуанско-филиппинские отношения
Перуанско-филиппинские отношения — двусторонние дипломатические отношения между Перу и Филиппинами. Отношения были установлены 30 ноября 1974 года.

## История отношений
Оба государства ранее входили в состав Испанской империи.
После испанского завоевания Филиппин в 1560 году острова стали центром транстихоокеанской торговли между Перу и Китаем. Из Перу экспортировалось большое количество серебра, в то время как предметы роскоши, такие как шёлк, импортировались из Китая через Филиппины. Однако в 1581 году испанская корона предоставила порту Акапулько монополию на торговлю через Тихий океан. Однако торговцы из Перу продолжали торговать с Филиппинами, нарушая королевский указ. Гонсало Ронкильо де Пеньялоса, генерал-губернатор Филиппин, отправлял галеоны в Перу в 1581 и 1582 годах с сообщением о том, что торговля с Манилой незаконна. Несмотря на то, что торговля была незаконной, она продолжалась, но тайно. Извлекая выгоду из более дешевых азиатских товаров, был сформирован торговый союз между Мексикой, Манилой и Лимой против Мадрида, который навязывал более дорогой импорт из испанской столицы из-за своей принудительной монополии. В контрабанде китайских товаров в Перу участвовали как перуанские торговцы, так и политики.
В начале XVII века в города Лима и Потоси осуществлялся значительный импорт китайских товаров. Пик пришелся на 1602 год, когда импорт из Азии оценивался в 5 миллионов песо. Тем временем Перу отправило колонистов и солдат на Филиппины. В 1635 году бывший губернатор Панамы Себастьян Уртадо де Коркуэра привёз большое количество перуанских солдат и колонистов для заселения города-крепости Замбоанга на Филиппинах. В 1793 году Филиппинская компания получила разрешение возобновить экспорт в Перу.
Перу признало Филиппины как независимое государство в 1946 году. А официальные дипломатические отношения между странами были установлены 30 ноября 1974 года.
В 2008 году президент Филиппин Глория Макапагал-Арройо и президент Перу Алан Гарсия провели двусторонние переговоры и поделились общими взглядами, говоря о родстве между двумя странами. После встречи двух президентов в 2008 году было объявлено, что повторное введение испанского языка в филиппинских школах в 2009 году будет очень своевременным шагом, поскольку Филиппины и Перу договорились расширять свои дипломатические, двусторонние и торговые отношения.
В 2023 году президент Перу Дина Болуарте объявила, что Перу вновь откроет посольство в Маниле.

## Дипломатические миссии
- У Перу есть аккредитированное посольство в Бангкоке[11], Таиланд, и почётное консульство в Маниле[12]
- У Филиппин есть аккредитированное посольство в Сантьяго[13], Чили, и почётное консульство в Лиме[14]